# Марлборо-Вілледж (Меріленд)
Марлборо-Вілледж (англ. Marlboro Village) — переписна місцевість (CDP) в США, в окрузі Графство принца Георга штату Меріленд. Населення — 9221 особа (2020).

## Географія
Марлборо-Вілледж розташоване за координатами 38°49′50″ пн. ш. 76°46′11″ зх. д. / 38.83056° пн. ш. 76.76972° зх. д. (38.830538, -76.769646).  За даними Бюро перепису населення США в 2010 році переписна місцевість мала площу 10,10 км², з яких 9,99 км² — суходіл та 0,11 км² — водойми.

## Демографія
Згідно з переписом 2010 року, у переписній місцевості мешкало 9438 осіб у 3609 домогосподарствах у складі 2115 родин. Густота населення становила 934 особи/км².  Було 3797 помешкань (376/км²).
Расовий склад населення:
| - 87,7 % — чорних або афроамериканців - 7,0 % — білих - 0,9 % — азіатів - 0,4 % — корінних американців - 1,7 % — осіб інших рас |

До двох чи більше рас належало 2,3 %. Частка іспаномовних становила 3,9 % від усіх жителів.
За віковим діапазоном населення розподілялося таким чином: 23,2 % — особи молодші 18 років, 73,2 % — особи у віці 18—64 років, 3,6 % — особи у віці 65 років та старші. Медіана віку мешканця становила 34,5 року. На 100 осіб жіночої статі у переписній місцевості припадало 101,2 чоловіків;  на 100 жінок у віці від 18 років та старших — 98,0 чоловіків також старших 18 років.
Середній дохід на одне домашнє господарство  становив 99 090 доларів США (медіана — 90 788), а середній дохід на одну сім'ю — 105 218 доларів (медіана — 94 953). За межею бідності перебувало 1,9 % осіб, у тому числі 0,6 % дітей у віці до 18 років та 4,3 % осіб у віці 65 років та старших.
Цивільне працевлаштоване населення становило 5542 особи. Основні галузі зайнятості: публічна адміністрація — 24,5 %, науковці, спеціалісти, менеджери — 22,6 %, освіта, охорона здоров'я та соціальна допомога — 16,5 %.